# Civezzano
Civezzano là một đô thị ở tỉnh Trento ở vùng Trentino-Alto Adige/Südtirol của Ý, tọa lạc cách 4 km về phía đông bắc của Trento. Tại thời điểm ngày 31 tháng 12 năm 2004, đô thị này có dân số 3.484 người và diện tích là 15,5 km².
Civezzano giáp các đô thị: Albiano, Trento, Fornace và Pergine Valsugana.